# Teddy Riley (trompettist)
Theodore 'Teddy' Riley (New Orleans, 10 mei 1924 – 14 november 1992) was een Amerikaanse jazztrompettist en orkestleider. Af en toe zong hij en speelde hij bugel.

## Biografie
Riley werd geboren in New Orleans, Louisiana, waar hij het grootste deel van zijn carrière zou doorbrengen. Zijn vader Amos Riley (ca. 1879-1925) was ook trompettist en orkestleider uit New Orleans. Vooral bekend door het spelen van jazz, werkte en nam hij ook op met verschillende r&b-bands. Artiesten en bands waarmee hij werkte waren onder meer Louis Cottrell jr., Fats Domino, Champion Jack Dupree, The Dookie Chase Orchestra, Roy Brown's Band, The Onward Brass Band, The Olympia Brass Band, The Williams Brass Band en The Royal Brass Band. In 1971 speelde Riley op de kornet die Louis Armstrong in zijn jeugd gebruikte voor de ceremonies in New Orleans, die de dood van Armstrong markeerden. Hij maakte een gastoptreden op Wynton Marsalis' publicatie The Majesty of the Blues uit 1989. Hij leidde tot een paar weken voor zijn dood zowel zijn eigen kleine band in hotels en clubs als in verschillende fanfares.

## Overlijden
Teddy Riley overleed in november 1992 op 68-jarige leeftijd.
- Library of Congress Control Number: no2008037889
- MusicBrainz: fe1affbe-620a-4b03-a320-103edac7fd2d
- Istituto Centrale per il Catalogo Unico: PCMV003346
- Virtual International Authority File: 17027374
- WorldCat: E39PBJppvXqDQB4qpYX3YMbrv3